# Ortwin Ringleb
Ortwin Ringleb (* 2. November 1949 in Ilsenburg) ist ein ehemaliger deutscher Politiker (SPD). 1990 war er kurzzeitig Mitglied der letzten Volkskammer der DDR.

## Leben und Beruf
Am 3. Dezember 1989 initiierte Ringleb einen Protestmarsch, der die Wiedereröffnung des Brockens forderte und letztlich erreichte.
Nach 1990 war Ringleb Geschäftsführer einer Gesellschaft für Sozialmanagement, Altenpflege und Behindertenhilfe.
Ringleb lebt seit 2008 in Rellingen. 2014 überließ er dem Ilsenburger Stadtarchiv eine Sammlung zeitgeschichtlicher Dokumente.

## Politik
Bei der Volkskammerwahl 1990 kandidierte Ringleb auf Platz 12 der SPD-Liste im Wahlkreis Magdeburg. Zunächst verpasste er den Einzug in die Volkskammer, doch rückte er am 3. September 1990 für den ausgeschiedenen Wilhelm Polte ins Parlament nach. Sein Mandat währte jedoch nur einen Monat, durch die Wiedervereinigung wurde die Volkskammer mit Ablauf des 2. Oktober 1990 aufgelöst.
In der Wahlperiode von 2004 bis 2009 gehörte er dem Jugendhilfeausschuss des Kreistags Saalfeld-Rudolstadt als Vertreter der freien Träger der Jugendhilfe an.

## Ehrungen
- 2020: Ehrennadel des Landes Sachsen-Anhalt[2]